# HD 140722
HD 140722 è una stella bianco-gialla nella sequenza principale di magnitudine 6,51 situata nella costellazione della Bilancia. Dista 222 anni luce dal sistema solare.

## Osservazione
Si tratta di una stella situata nell'emisfero celeste australe; grazie alla sua posizione non fortemente australe, può essere osservata dalla gran parte delle regioni della Terra, sebbene gli osservatori dell'emisfero sud siano più avvantaggiati. Nei pressi dell'Antartide appare circumpolare, mentre resta sempre invisibile solo in prossimità del circolo polare artico. Essendo di magnitudine pari a 6,5, non è osservabile ad occhio nudo; per poterla scorgere è sufficiente comunque anche un binocolo di piccole dimensioni, a patto di avere a disposizione un cielo buio.
Il periodo migliore per la sua osservazione nel cielo serale ricade nei mesi compresi fra maggio e settembre; nell'emisfero sud è visibile anche per gran parte della primavera, grazie alla declinazione boreale della stella, mentre nell'emisfero sud può essere osservata limitatamente durante i mesi estivi boreali.

## Caratteristiche fisiche
La stella è una bianco-gialla nella sequenza principale; possiede una magnitudine assoluta di 2,35 e la sua velocità radiale positiva indica che la stella si sta allontanando dal sistema solare.

## Sistema stellare
HD 140722 è un sistema multiplo formato da 3 componenti. La componente principale A è una stella di magnitudine 6,51. La componente B è di magnitudine 7,2, separata da 0,5 secondi d'arco da A e con angolo di posizione di 164 gradi. La componente C è una ipergigante gialla di magnitudine 9,1, separata da 50,7 secondi d'arco da A e con angolo di posizione di 214 gradi.